# Belegering van Damascus
De belegering van Damascus vond plaats in 634 en eindigde met het in handen vallen van de stad van het Rashidun-kalifaat. Damascus was de eerste grote stad van het Byzantijnse Rijk die in handen viel van de islamitische legers. De exacte duur van de belegering is niet gekend, aangezien Arabische bronnen gewag maken van een duur van vier tot veertien maanden.

## Voorgeschiedenis
De laatste oorlog tussen het Byzantijnse Rijk en het Perzische Rijk van de Sassanieden was in 627 geëindigd. Gedurende de oorlog hadden de Sassanieden lange tijd Syrië en Palestina bezet. De Byzantijnse keizer Herakleios wist de Sassanieden uiteindelijk tot een vredesakkoord te dwingen waarbij de vooroorlogse grenzen hersteld werden. Maar door hun jarenlange afwezigheid hadden de Byzantijnen de grootste moeite om hun gezag in het gebied opnieuw te herstellen. In dezelfde periode had Mohammed de verscheidene Arabische stammen onder een vlag verenigd. Na zijn dood, zag de eerste kalief Abu Bakr in het verzwakte keizerlijke gezag een kans om het grondgebied van het jonge kalifaat uit te breiden.

## De belegering
In april 634 stuurde Abu Bakr de generaal Amr ibn al-As het gebied binnen. Amr wist de Byzantijnen verpletterend te verslaan in de slag bij Ajnadayn en achtervolgde de restanten van het verslagen leger tot Damascus. Vervolgens omsingelden de moslims de stad en blokkeerden alle poorten, in de hoop de stad uit te hongeren en tot overgave te dwingen. Ook stuurden ze een kleinere legermacht naar het Noorden. Dat bleek een slimme zet, want keizer Herakleios die in Homs verbleef hoorde van de belegering en stuurde een cavalerie-eenheid uit om de stad te ontzetten. De eenheid werd echter door het islamitische detachement onderschept en kon de stad nooit bereiken. Uiteindelijk wisten de moslims de stad in te nemen. Een monofysietische (een  christelijke stroming die door de keizerlijke regering als ketters werd gezien) bisschop wist een van de islamitische bevelhebbers, Khalid ibn Walid, te vertellen dat er festiviteiten plaatsvonden ter ere van de geboorte van het kind van de lokale Byzantijnse bevelhebber waardoor de verdedigingswerken grotendeels werden verlaten en Khalids troepen ongezien de stad via de oostelijke poort konden binnendringen. Ondertussen waren de inwoners, die beseften dat er geen leger op weg was om hen te ontzetten, volop in onderhandelingen met Abu Ubayda, die aan de westelijke kant was gestationeerd om een vreedzame overgave te negotiëren. Abus troepen werden via de Jabiyapoort binnengelaten en ontmoetten Khalids soldaten in het midden van de stad. De aanvallers en verdedigers kwamen overeen dat de inwoners ongedeerd bleven in ruil voor het betalen van schattingen, waardoor de stad effectief onder controle van het islamitische kalifaat kwam te staan. Ook werden eigendommen van de keizerlijke schatkist geconfisqueerd. Keizer Herakleios zou nog een poging doen om de islamitische troepen uit Syrië te verdrijven, maar dat mislukte bij de slag bij de Jarmoek. In de daaropvolgende eeuw werd Damascus de belangrijkste stad van het kalifaat en kende een grote bloei.